# W22 (kolej)

Wskaźnik W 22

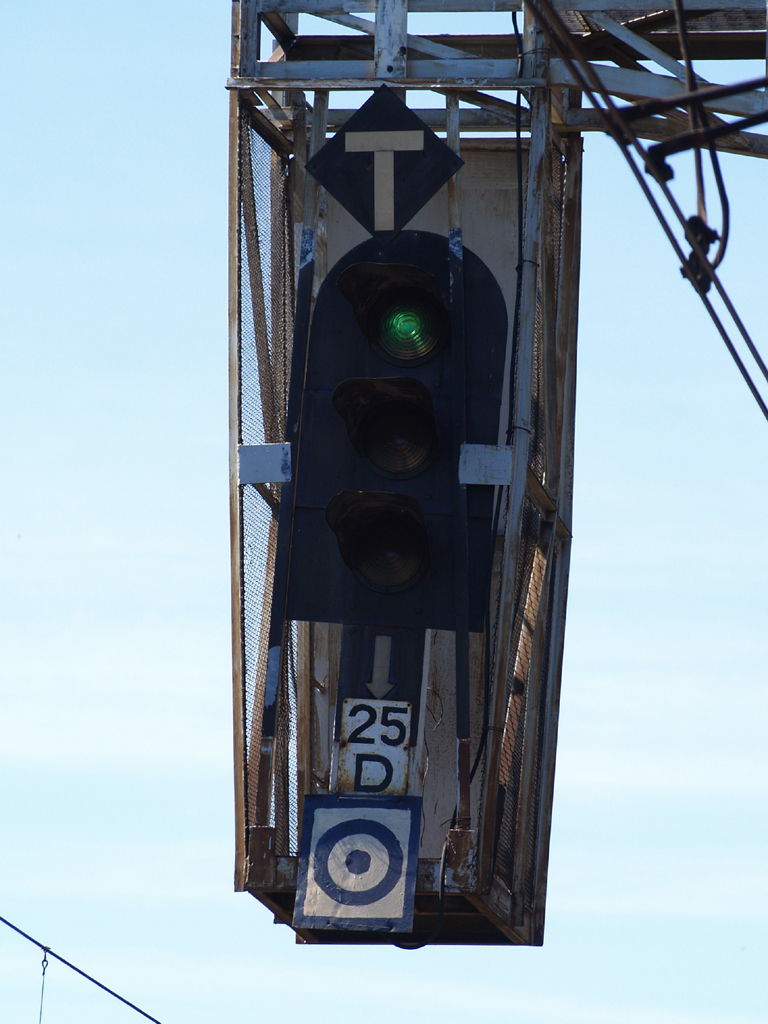
Semafor SBL ze wskaźnikami W 18 i W 22

W 22 – wskaźnik kolejowy umieszczany na semaforach SBL.
Kwadratowa czarna tablica ustawiona po przekątnej pionowo, a na niej biała litera „T” wykonana z materiałów odblaskowych. Stosowany jest na wzniesieniach ponad 6‰.
Oznacza, iż maszynista ciężkiego pociągu towarowego może minąć ten semafor, wskazujący sygnał „stój” bez zatrzymania, z prędkością nie większą niż 20 km/h (dawniej 15 km/h), tak regulując prędkość, aby mógł w każdej chwili zatrzymać pociąg w razie zauważenia przeszkody do dalszej jazdy.